# Coulez la Méduse !
Coulez la Méduse !,,,, est le neuvième tome de la série de bande dessinée L'Épervier.

## Synopsis
Sur ordre de Louis XV, l'épervier doit rejoindre le Canada et apporter une missive secrète au gouverneur. Les Anglais, ennemis de toujours, alimentent là -bas de sournoises intrigues, y mêlant les populations indigènes. L’ennemi a apparemment eu vent de sa mission car le bateau est traqué par deux navires anglais puis bientôt trois. Mais la Méduse parvient à fuir sans subir de dommages.
Pendant ce temps, en Bretagne, Agnès découvre qu’elle a été droguée et mariée de force au Marquis de Beaucourt. Ce dernier espère ainsi capter son héritage. Simultanément, à Versailles, un individu masqué met tout en œuvre pour en savoir plus sur la mission secrète de l’Épervier.

## Personnages
- Yann de Kermeur ;
- son équipage : Cha-Ka, Main-de-fer, Pisse-roide ;
- Le capitaine Wagner : officier suisse du régiment de Karrer, homme arrogant qui voyage à bord de la Méduse ;
- Monsieur de Villéon : poète et semble-t-il ivrogne, passager sur la Méduse. C'est en réalité un agent secret du Roi qui se faisait passer pour un ivrogne afin de mieux observer l'équipage pendant le voyage jusqu'au Québec.
- Princesse Mali : princesse amérindienne, passagère de la Méduse.

- À Versailles :
  - Le roi Louis XV : roi de France qui charge Yann de sa mission au Canada ;
  - M. de Maurepas : ministre de la marine ;
  - M. de Chevigné : proche du ministre de la marine ;
  - Comtesse Aude de Séverac

- En Bretagne :
  - Agnès de Kermellec : marié de force au Marquis de Beaucourt ;
  - Henri de Beaucourt : époux d'Agnès ;

## Lieux
- En mer
- Château de Versailles
- la forteresse de Louisbourg, à Louisbourg ;